# Tomasz Skupień
Tomasz Stanisław Skupień (ur. 16 lutego 1955 w Zakopanem, zm. 17 stycznia 2005 tamże) – polski muzykant, dudziarz, skrzypek, budowniczy instrumentów.

## Życiorys
Urodzony w 1955 roku. Mieszkał w zakopiańskich Kuźnicach. Z wykształcenia był stolarzem - w 1975 roku ukończył Technikum Budownictwa Regionalnego. Samouk, wychowywany w duchu kultury góralskiej, lecz w rodzinie bez tradycji muzycznych. Jego ojciec Tadeusz Skupień był narciarzem i trenerem polskiej kadry w czasach przedwojennych.
Jako nastolatek pobierał pierwsze nauki gry na dudach u Józefa Galicy-Bacy z Olczy, ucznia Stanisława „Mroza”. Tomasz Skupień był bezpośrednim kontynuatorem lokalnej tradycji muzycznej i wychowawcą nowego pokolenia dudziarzy na Podhalu. Przystosował brzmienie instrumentu pasterskiego do występów scenicznych. W 2014 roku umiejętność wytwarzania i gry na tym instrumencie została wpisana na Krajową listę niematerialnego dziedzictwa kulturowego. Był również laureatem III Ogólnopolskiego Konkursu na Budowę Ludowych Instrumentów Muzycznych.
Zmarł nagle w 2005 roku. Jego imieniem nazwano Konkurs Muzyk Podhalańskich odbywający się w Nowym Targu.